# إس بي نايشن
إس بي نايشن (بالإنجليزية: SB Nation)‏ هي شبكة تدوين رياضية مملوكة لشركة فوكس ميديا. شارك في تأسيسها كل من تايلر بليزينسكي، وماركوس موليتساس [الإنجليزية]، وجيروم أرمسترونج [الإنجليزية] في عام 2005.

## روابط خارجية
- الموقع الرسمي